# Fronteira Camarões–Guiné Equatorial
A fronteira entre Camarões e Guiné Equatorial é uma linha quase totalmente retilínea que se estende por 189 km, sobre o paralelo 2º10' N, ao norte da Guiné Equatorial, e seguindo o rio Ntem, separando o país da República dos Camarões. Inicia-se desde o Golfo da Guiné (Oceano Atlântico) até à tríplice fronteira Guiné Equatorial-Camarões-Gabão.
A Guiné Equatorial teria iniciado a construção de um muro na parte oriental da sua fronteira. Em certos trechos, o muro e as torres de vigia estariam em solo camaronês, causando tensões entre os dois países.
Apesar disso, os dois países assinaram um pacto transfronteiriço para fortalecer as estratégias de defesa e segurança na fronteira compartilhada contra o narcotráfico e o crime organizado transnacional.